# ダウリヤ
ダウリヤ（ロシア語:Дау́рияダウーリヤ；ダウリア、ダフリア、ダフリヤ、ダウーリアとも）とはザバイカルと沿アムール西部の17世紀以前の古称。17世紀中ごろまでダウール族の領域であったことに由来する。
以下の地理区分に分かれる：
- バイカル・ダウリヤ（Байкальская Даурия） - ヤブロノイ山脈までのザバイカル地域南部。
- セレンガ・ダウリヤ（Селенгинская Даурия） - セレンガ川の東の領域。
- ネルチンスク・ダウリヤ（Нерчинская Даурия） - ヤブロノイ山脈から東の領域。

## 動植物
マナヅル、ナベヅル、ノガン、ゴビズキンカモメ、サカツラガン、セーカーハヤブサ、シベリアマーモット、マヌルネコの生息地であるほか、モウコガゼルの移動経路上の重要な中継地でもある。また、いくつかの生物にこの地域の名前（ロシア語での形容詞形「даурский:ダウリヤの」）が含まれる（括弧内左は学名、右はロシア名）：
- ダウリアハリネズミ（英語版）（Mesechinus dauricus、даурский ёж）
- マナヅル（Grus vipio、даурский журавль）
- コクマルガラス（Coloeus dauuricus、даурская галка）
- グイマツ（ダフリアカラマツ）（Larix gmelinii、даурская лиственница）
- マンシュウザリガニ（ダウリヤザリガニ）（Cambaroides dauricus、Даурский рак）

ダウリヤ森林ステップのエコリージョンに属する領域内にはステップ、森林、湖、湿地や氾濫原が多く、ユネスコの生物圏保護区およびラムサール条約登録地のダウルスキー自然保護区とダウルスキー山脈がある。また、モンゴル国内の一部もラムサール条約登録地である。

## 世界遺産
2017年の第41回世界遺産委員会で、ダウルスキー自然保護区や、隣接するモンゴルの自然保護区も含めた2か国4件の保護区がまとめて世界遺産リストに登録された。ロシアとモンゴルで共有する自然遺産はウヴス・ヌール盆地以来、2件目である。

### 登録基準
この世界遺産は世界遺産登録基準のうち、以下の条件を満たし、登録された（以下の基準は世界遺産センター公表の登録基準からの翻訳、引用である）。
- (9) 陸上、淡水、沿岸および海洋生態系と動植物群集の進化と発達において進行しつつある重要な生態学的、生物学的プロセスを示す顕著な見本であるもの。
- (10) 生物多様性の本来的保全にとって、もっとも重要かつ意義深い自然生息地を含んでいるもの。これには科学上または保全上の観点から、すぐれて普遍的価値を持つ絶滅の恐れのある種の生息地などが含まれる。